# 연승
연승(連勝) 또는 윈 스트릭(win streak), 핫 스트릭(hot streak)은 게임이나 경쟁에서 연속적인 성공을 의미하며, 일반적으로 패배나 무승부 없이 3번 이상의 연속적인 승리로 측정된다. 스포츠에서는 단체 스포츠 팀과 개인 스포츠 선수 모두에게 적용될 수 있다. 팀이나 선수가 국가나 지역과 같은 그룹을 대표하는 스포츠에서는 경쟁자가 다르더라도 그 대표가 연속적인 게임이나 경쟁에서 승리하면 해당 그룹도 연승을 하고 있다고 말할 수 있다. 연승은 특정 경쟁에도 적용될 수 있다. 예를 들어, 3번의 연속적인 세계 선수권 대회에서 한 종목에서 우승한 경쟁자는 그 기간 동안 다른 경쟁에서 패배했더라도 세계 선수권 대회에서 연승을 한 것이다.

## 무패 행진과의 구분
연승은 무승부가 가능하여 축구와 같이 결과가 승리도 패배도 아닌 스포츠에서 무패 행진과 다르다. 무패 행진은 여전히 중요한 성과로 간주되며 그 길이는 연승과 직접 비교될 수 있다.
무패 행진과 무승 행진을 모두 달성하는 것이 가능하다. 즉, 모든 기록이 무승부인 경우이다.

## 원인

### 심리적 기세
연승과 연패, 그리고 이와 관련된 심리적 기세에 대한 대부분의 양적 연구는 무작위적인 우연의 문제를 제외하고는 실제로 "연승"이 존재한다는 증거를 찾지 못했다. 능력이 낮은 팀은 자주 패배할 가능성이 높고, 능력이 높은 팀은 이길 가능성이 높지만, 능력을 통제한 후에는 "연승" 또는 "연패"가 경기의 결과에 영향을 미친다는 증거는 없다. 몬테카를로 방법을 사용하여 유럽 축구 경기의 연승을 연구한 결과, 능력을 고려한 후에는 팀이 이전 경기에서 동일한 결과를 경험했을 때 승리하거나 패배할 가능성이 실제로 약간 낮다는 것을 발견했다. 메이저 리그 베이스볼과 전미 농구 협회의 연승을 연구한 결과, 실제 결과는 모멘텀 효과가 없는 예측과 충분히 유사하여 효과가 제한적이라는 결론을 내렸다. 양적으로 연승이 존재하지 않는 것처럼 보임에도 불구하고, 이 분야의 많은 학자들은 연승의 질적, 심리적 측면을 이해하는 것의 중요성을 지적했다. 스포츠 경영학 연구에 따르면 일부 감독은 경영 전략을 통해 연승을 연장할 수 있다고 한다.

### 팀 계획
단체 스포츠에서 연승은 슈타이너의 과제 분류에 따라 팀을 계획함으로써 달성될 수 있다. 팀은 스타 플레이어(disjunctive), 가장 약한 멤버 관리(conjunctive), 및 스쿼드 깊이(additive)를 목표로 승리하려고 시도할 수 있다. 한 명 또는 몇 명의 스타 플레이어를 사용하면 선수가 부진하거나 야구와 같은 교대로 진행되는 스포츠를 할 때 팀이 어려움을 겪을 수 있다.

## 최장 연승
모든 프로 스포츠에서 기록된 최장 기간 연승은 스페인의 안토니 보우로, 2007년부터 2024년까지(2025년 3월 기준 그는 아직 활동 중) 36회 연속 FIM 트라이얼 세계 선수권 대회 (실외 18회, 실내 18회)에서 우승했다. 파키스탄의 자한기르 칸의 1981년부터 1986년까지 스쿼시에서 555회 연속 우승도 주목할 만하다. 2013년 네덜란드의 휠체어 테니스 선수 에스터르 페르헤이르는 470경기 연속 승리, 250세트 연속 승리를 포함하여 10년 동안의 연승 기록을 세우고 은퇴했다.

## 같이 보기
- 연패
- 퍼펙트 시즌
- 무패 우승한 축구단 목록
- 베이글 (테니스)